# Energy Stuttgart
Energy Stuttgart (Alternativschreibweise NRJ) ist ein privater Hörfunksender für die Region Stuttgart mit Sitz in Ludwigsburg. Der Sender ging im Juli 2001 aus dem RMB-Radio hervor. Er gehört zur NRJ Group und strahlt ein Jugendprogramm aus, dessen Kernzielgruppe 14- bis 29-Jährige sind.

## Geschichte
Von 1988 bis 2001 war der Waiblinger Privatsender Rems-Murr-Bürgerradio (RMB) auf wechselnden Frequenzen im Stuttgarter Umland auf Sendung. Im Jahre 2001 stieg die NRJ Group mit einer 20-Prozent-Beteiligung in das Unternehmen ein, worauf eine Umformatierung nach dem Energy-Format und eine Umbenennung zu „Energy Region Stuttgart“ folgte. Jedoch blieb das Programm noch eine längere Zeit musikalisch auf eine ältere Zielgruppe zugeschnitten als die restlichen Energy-Sender in Deutschland.
Im Rahmen der neuen Lizenzierungsperiode 2003–2010 der Landesanstalt für Kommunikation Baden-Württemberg bekam Energy Stuttgart die Lizenz für das Sendegebiet L13 (nördliche Region Stuttgart) und gleichzeitig eine neue leistungsstärkere Frequenz mit 20 kW Sendeleistung zugeteilt (100,7 MHz Fernmeldeturm Cleebronn), die in großen Teilen der Region Stuttgart zu empfangen ist.
Im August 2004 verkaufte die Familie Weng ihre restlichen 79,6 % am Sender an die NRJ Group. Im November 2005 kaufte die NRJ Group auch den angrenzenden Regionalsender R.TV Radio aus Böblingen. Seit Januar 2006 sendet auf den alten R.TV Radio-Frequenzen ebenfalls Energy Region Stuttgart.
Von Mai 2008 bis September 2016 sendete Energy Region Stuttgart aus dem Kastell Stuttgart-Bad Cannstatt. Seit Oktober 2016 sendet man aus Ludwigsburg.

## Empfang
Das Programm ist über den Sender Fernmeldeturm Cleebronn bei Ludwigsburg mit 20 kW empfangbar sowie über rund 20 weitere Kleinsender bis 4 kW. Das Sendegebiet von Energy Stuttgart umfasst die Stadt- und Landkreise Stuttgart, Böblingen, Ludwigsburg, Heilbronn und Rems-Murr-Kreis. Teilweise versorgt wird der Enzkreis ohne Pforzheim.
Seit dem 1. April 2024 wird Energy Stuttgart über DAB+ (Kanal 11B) in Baden-Württemberg landesweit ausgestrahlt, sowie im analogen Kabelnetz in weiten Teilen des Großraums Stuttgart und im digitalen Kabelnetz in ganz Baden-Württemberg (DVB-C), sowie via Internetradio.